# Chaetogaedia rufifrons
Chaetogaedia rufifrons är en tvåvingeart som först beskrevs av Wulp 1890.  Chaetogaedia rufifrons ingår i släktet Chaetogaedia och familjen parasitflugor. Inga underarter finns listade i Catalogue of Life.